# Gap (företag)
Gap, Inc. är ett amerikanskt konfektionsföretag med huvudkontor i San Francisco. Företaget är grundat 1969. Deras största varumärke är Gap.